# فرودگاه پرالس
 فرودگاه پرالس (به انگلیسی: Perales Airport) یک فرودگاه همگانی با کد یاتا IBE است که یک باند فرود آسفالت دارد و طول باند آن ۱٫۸ متر است. این فرودگاه در کشور کلمبیا قرار دارد و در ارتفاع ۹۱۴ متری از سطح دریا واقع شده است.